# グルシュコフ記念サイバネティクス研究所
グルシュコフ記念サイバネティクス研究所（グルシュコフきねんサイバネティクスけんきゅうじょ、Інститут кібернетики імені В. М. Глушкова НАН України, ラテン文字転写: Instytut Kibernetyky imeni V. M. Hlushkova NAN Ukrayiny）は、ウクライナ国立科学アカデミー情報学部傘下の研究機関であり、情報学および計算機科学の基礎的・応用的問題の解決を専門とする世界有数の科学センターである。サイバネティクス、計算機技術、およびその手法の経済、科学、防衛など多岐にわたる分野への応用を推進している。

## 歴史
研究所の歴史は1957年に始まる。ウクライナ国立科学アカデミー数学研究所の計算数学・技術研究室を基盤にウクライナSSR科学院計算センターが設立され、1962年にサイバネティクス研究所に改組された。研究所は、計算機技術とサイバネティクスの発展、およびそれらの経済、科学、防衛分野への応用を任務とした。この研究室は、1950年に電気工学研究所の一部であった時期に、セルゲイ・レベデフの指導の下でソビエト連邦および大陸ヨーロッパ初の真空管式コンピュータ「MESM」（小型電子計算機）を開発した拠点である。
研究所の創設者であり初代所長（1962年–1982年）は、ヴィクトル・グルシュコフである。グルシュコフの指導の下、研究所はサイバネティクスと計算機科学の分野で国際的な評価を獲得した。
1992年から1997年にかけ、研究所の独立部門を基盤に以下の機関が設立された：
- ウクライナ国立科学アカデミーソフトウェアシステム研究所（ウクライナ語版）
- ウクライナ国立科学アカデミー数学機械・システム問題研究所（ウクライナ語版）
- ウクライナ国立科学アカデミー・国家宇宙機関宇宙研究所（ウクライナ語版）
- 応用システム分析研究所教育研究複合体（ウクライナ語版）
- 情報技術・システム国際科学教育センター（ウクライナ語版）

これらの機関は、1992年に設立されたウクライナ国立科学アカデミーサイバネティクスセンターに統合された。1996年には、研究所の制御システム部門を基盤にウクライナ国立科学アカデミー・国家宇宙機関宇宙研究所が再編された。
研究所は、数学的サイバネティクス、計算システム理論、最適化理論、システム分析、数学モデリング、信頼性理論、プログラミング理論などの分野で世界的に知られる学派を育成し、ウクライナのサイバネティクスおよび情報学の発展に大きく貢献した。

## 現在の活動
2024年現在、研究所には約500人の職員が在籍し、うち13人がウクライナ国立科学アカデミー会員、46人が博士号、129人以上が候補科学学位（Ph.D.相当）を取得している。
研究所はスーパーコンピュータ計算複合体（SKIT）を運用しており、コンピュータクラスタ（SKIT-1、SKIT-2、SKIT-3、SKIT-4、SKIT-5）で構成される。これらのクラスタは、高度な計算を必要とする研究を支えている。
研究所には、博士および候補科学学位の論文審査を行う専門学術委員会が設置されている。また、キーウアカデミック大学の学部が併設され、情報学関連の幅広い専門分野で大学院および博士課程を運営。設立以来、約250人の博士と1000人以上の候補科学者を育成し、400以上のモノグラフを出版、数十万の論文を発表し、数百の特許を取得している。

## 著名な研究者
- ムィコーラ・アモソフ（ウクライナ語版）（生物サイバネティクス部門長、1959年–1990年）
- ピリプ・アンドン（ウクライナ語版）（研究員、1961年–1992年）
- ユーリー・アントモノフ（ウクライナ語版）（部門長、1962年–1997年）
- レオニード・バカエフ（ウクライナ語版）（特殊研究ラボ責任者、1972年–1992年）
- オレクサンドル・バカエフ（ウクライナ語版）（部門長、1962年–1997年）
- ヴィタリー・ボユン（ウクライナ語版）（リアルタイム知的ビデオシステム部門長、1990年–）
- イーホル・ヴェルビツキー（ウクライナ語版）（ラボ責任者、1971年–1987年）
- タラス・ヴィンツューク（ウクライナ語版）（音声認識・合成部門長、1988年–1997年）
- イーホル・ヴォイトヴィチ（ウクライナ語版）（非接触診断センサーシステム部門長、1981年–2014年）
- ヴォロディミル・グリツェンコ（ウクライナ語版）（副所長、1977年–1997年）
- タマラ・グリンシェンコ（ウクライナ語版）（パーソナルコンピュータ「ミール」開発主任、1971年–1986年）
- レオニード・グリャニツキー（ウクライナ語版）（組合せ最適化・知的情報技術部門長、2011年–）
- アナトリー・グパル（ウクライナ語版）（誘導モデリング・制御部門長、2003年–）
- ヴァシリ・デイネカ（ウクライナ語版）（数学機械・システムSKB部門長、1982年–1994年）
- ヴィタリー・デルカチ（ウクライナ語版）（物理技術サイバネティクス基礎部門長、1964年–1984年）
- アナトリー・ドロシェンコ（ウクライナ語版）（研究員、1973年–1997年）
- ゲンナジー・ドブロフ（ウクライナ語版）（副所長、1971年–1976年、1979年–1984年）
- ヴィクトル・イェヴドキモフ（ウクライナ語版）（研究員、1965年–1971年）
- ユーリー・イェルモリョフ（ウクライナ語版）（オペレーションズリサーチ数学手法部門長、1971年–1999年）
- ヴァレリー・ザディラカ（ウクライナ語版）（数値最適化部門長、1992年–）
- オレクシイ・イヴァフネンコ（ウクライナ語版）（組合せ制御システム部門長、1963年–1989年）
- ペトロ・カリタ（ウクライナ語版）（ラボ責任者、1976年–2002年）
- ユリヤ・カピトノヴァ（ウクライナ語版）（デジタルオートマトン理論部門長、1982年–2008年）
- ムィコラ・キリチェンコ（ウクライナ語版）（主任研究員、1992年–2008年）
- パヴロ・クノポフ（ウクライナ語版）（オペレーションズリサーチ数学手法部門長、1999年–2012年）
- オレナ・コバ（ウクライナ語版）（複雑系信頼性理論数学手法部門主任研究員）
- イーホル・コヴァレンコ（ウクライナ語版）（複雑系信頼性理論数学手法部門長、1971年–2016年）
- リュドミラ・コザク（ウクライナ語版）（研究員、1974年–1997年）
- ユーリー・クラク（ウクライナ語版）（コミュニケーション情報技術ラボ主任研究員）
- セルヒイ・クリヴィー（ウクライナ語版）（研究員、1975年–2008年）
- ユーリー・クリヴォノス（ウクライナ語版）（副所長、1996年–2017年）
- ムィコラ・クズネツォフ（ウクライナ語版）（複雑系信頼性理論数学手法部門長、2016年–）
- アルノルド・クンセヴィチ（ウクライナ語版）（オペレーティングシステム部門長、1973年–1978年）
- フセヴォロド・クンセヴィチ（ウクライナ語版）（離散制御システム部門長、1966年–1995年）
- ナタリヤ・クッサール（ウクライナ語版）（研究員、1987年–1996年）
- コストィアンティン・クフタ（ウクライナ語版）（主任研究員、1988年–1992年）
- オレクサンドル・クフテンコ（ウクライナ語版）（システム研究部門創設者・部門長、1963年–1988年）
- カテリナ・ラヴリシェヴァ（ウクライナ語版）（プログラミング自動化ラボ責任者、1963年–1975年；ソフトウェア設計部門長、1975年–1980年；ソフトウェア工学部門長、1980年–1992年）
- ドミトロ・レベデフ（ウクライナ語版）（部門長、1965年–1997年）
- アリナ・レヴィツカ（ウクライナ語版）（複雑系信頼性理論数学手法部門主任研究員）
- オレクサンドル・レティチェフスキー（ウクライナ語版）（再帰計算システム部門長、1981年–2008年；デジタルオートマトン理論部門長、2008年–2019年）
- オレクサンドル・レティチェフスキー（子）（ウクライナ語版）（デジタルオートマトン理論部門長、2019年–）
- ヴィタリー・リトヴィノフ（ウクライナ語版）（部門長、1964年–1975年、1978年–1991年）
- ボリス・マリノフスキー（ウクライナ語版）（制御機械部門長、1962年–1990年；サイバネティクス技術部門長、1971年–1988年）
- タデウシュ・マリャノヴィチ（ウクライナ語版）（システムモデリング手法部門長、1967年–1982年、1984年–1995年；数学的サイバネティクス部門長、1996年–2007年）
- ヴァレリー・メルニク（ウクライナ語版）（制御システム合成部門長、1991年–1997年）
- ヴォロディミル・ミハレヴィチ（ウクライナ語版）（経済サイバネティクス部門長、1962年–1994年；副所長、1962年–1982年；所長、1982年–1994年）
- ムィハイル・ミハレヴィチ（ウクライナ語版）（主任研究員、1998年–2009年）
- イーホル・モルチャノフ（ウクライナ語版）（数値手法・コンピュータモデリング部門長、1964年–2004年）
- アナトリー・モロゾフ（ウクライナ語版）（数学機械・システムSKB所長、1983年–1992年）
- アンドリー・ニキチン（ウクライナ語版）（システム数学保証部門長）
- オレクサンドル・パラヒン（ウクライナ語版）（マイクロプロセッサ技術部門長、1982年–；コンピュータシステム部門長、副所長、1984年–）
- イヴァン・ペレヴォズチコフ（ウクライナ語版）（知的ソフトウェアシステム構築手法・技術部門長、1992年–2014年）
- オルガ・ペレヴォズチコヴァ（ウクライナ語版）（プログラミング自動化部門長、1990年–2011年）
- ソロモン・ポグレビンスキー（ウクライナ語版）（SKB副所長、1986年–1995年）
- テチアナ・ポドチャソヴァ（ウクライナ語版）（主任研究員、1962年–1997年）
- ヴィクトル・プリカジチコフ（ウクライナ語版）（研究員、1965年–1978年）
- オレクサンドル・プロヴォタル（ウクライナ語版）（研究員、1981年–2000年）
- ゲオルギー・プホフ（ウクライナ語版）（部門長、副所長、1959年–1971年）
- ボリス・プシュニチニー（ウクライナ語版）（計算手法部門長、1964年–2000年）
- ジノヴィー・ラビノヴィチ（ウクライナ語版）（研究員、1957年–2005年）
- ヴォロディミル・レドゥコ（ウクライナ語版）（研究員、1959年–1971年）
- ユーリー・サモイレンコ（ウクライナ語版）（高速プロセス制御ダイナミクス部門長、1971年–1996年）
- ナタリア・セメノヴァ（ウクライナ語版）（離散最適化（ウクライナ語版）・数学モデリング・複雑系分析部門主任研究員）
- ヴァシリ・スコペツキー（ウクライナ語版）（生態・エネルギー問題数学モデリング部門長、1981年–2010年）
- エドゥアルド・スコロホドゥコ（ウクライナ語版）（情報システム文書部門長、1959年–1989年）
- マリヤ・スクリプニチェンコ（ウクライナ語版）（研究員、1980年–1991年）
- ヴォロディミル・スクルィヒン（ウクライナ語版）（部門長、副所長、1971年–1997年）
- ヴャチェスラフ・ソロヴィヨフ（ウクライナ語版）（研究員、1968年–1991年）
- アナトリー・ストグニー（ウクライナ語版）（部門長、副所長、1964年–1984年）
- オレクシイ・ファル（ウクライナ語版）（複雑系信頼性理論数学手法部門主任研究員）
- オレクサンドル・ヒミチ（ウクライナ語版）（数値手法・コンピュータモデリング部門長、2004年–；数学的サイバネティクス・システム分析部門長、副所長）
- ゲオルギー・ツェイトリン（ウクライナ語版）（研究員、1965年–2013年）
- アルカジー・チクリイ（ウクライナ語版）（制御プロセス最適化部門長、1990年–）
- ヴォロディミル・シロ（ウクライナ語版）（離散最適化（ウクライナ語版）・数学モデリング・複雑系分析部門主任研究員）
- ヴィクトル・シュクルバ（ウクライナ語版）（ASUP部門長、1965年–1980年；ASU部門長、1980年–1983年）
- ナウム・ショル（複雑最適化問題解決手法ラボ責任者、1983年–1990年；部門長、1990年–2006年）
- カテリナ・ユシチェンコ（ウクライナ語版）（プログラミング理論部門長、1962年–1990年）
- ヴィタリー・ヤシチェンコ（ウクライナ語版）（研究員、1974年–1992年）

## 歴代所長
- ヴィクトル・グルシュコフ（創設者、1962年–1982年）
- ヴォロディミル・ミハレヴィチ（ウクライナ語版）（1982年–1994年）
- イヴァン・セルヒエンコ（ウクライナ語版）（1995年–現在）